# Kak’ ik
A kak’ ik (más néven kaq ik vagy kaq’ ik) egy guatemalai eredetű étel, paradicsomos pulykahúsleves. Neve a kekcsi nyelvű kak („piros”) és ik („forró” vagy „pikáns”) szavak összetétele. 2007-ben a minisztérium nemzeti kulturális örökséggé nyilvánította.
Eredete még a spanyol hódítás előtti időkbe nyúlik vissza, van olyan vélemény, amely szerint vörös színe a régi maja szertartások során kiontott vért szimbolizálja. Később spanyol hatásra új összetevőkkel, új ízekkel is gazdagodott. Ma sokféle változata létezik, de mindegyikben közösek a fő összetevői: a pulykahús, a paradicsom (fán termő paradicsom és mexikói földicseresznye is), a csilipaprika, a fokhagyma, a hagyma és a bors, de tehetnek bele szegfűszeget, fodormentát, koriandert, szezámmagot és fahéjat is. Először a pulykát kell megfőzni sós vízben a hagymával és a fokhagymával, majd amikor már puhára főtt, akkor hozzáadni a fűszerezést. A leves mellé banánlevélbe csomagolt fehér tamalitót és kakaót ajánlanak.